# Pustina (film, 2006)
Pustina (ang. titul: Wilderness) je britsko-irský hororový film z roku 2006, který režíroval Michael J. Bassett.

## Děj
Do nápravného zařízení na pustý ostrov je převezena skupina mladých delikventů, kde se společně s jejich výpravcem utáboří. Kromě toho, že na ostrově jsou s jinou skupinou mladých lidí z jiné polepšovny, se dozvídají i jiné věci. Na ostrově nejsou sami. Loví je psychopat, bývalý voják, který má kruté nachystané pasti, zbraně a hladové psy nějaký důvod na mladistvé použít. Důvodem může být...